# Telstra
Telstra Corporation Limited  er en australsk telekommunikationsvirksomhed. De udbyder fastnet, mobiltelefoni, internet og betalings-tv. I 2020 havde de 18,8 mio. mobiltelefoni-abonnenter.
I juli 1975 blev Australian Telecommunications Commission (ATC) oprettet til at drive telefoni i Australien. I 1997 blev påbegyndt en privatiseringsproces, den blev afsluttet i 2011.